# Cypripedium calceolus
La scarpetta di Venere (Cypripedium calceolus L., 1753) è una pianta della famiglia delle Orchidacee.

## Descrizione

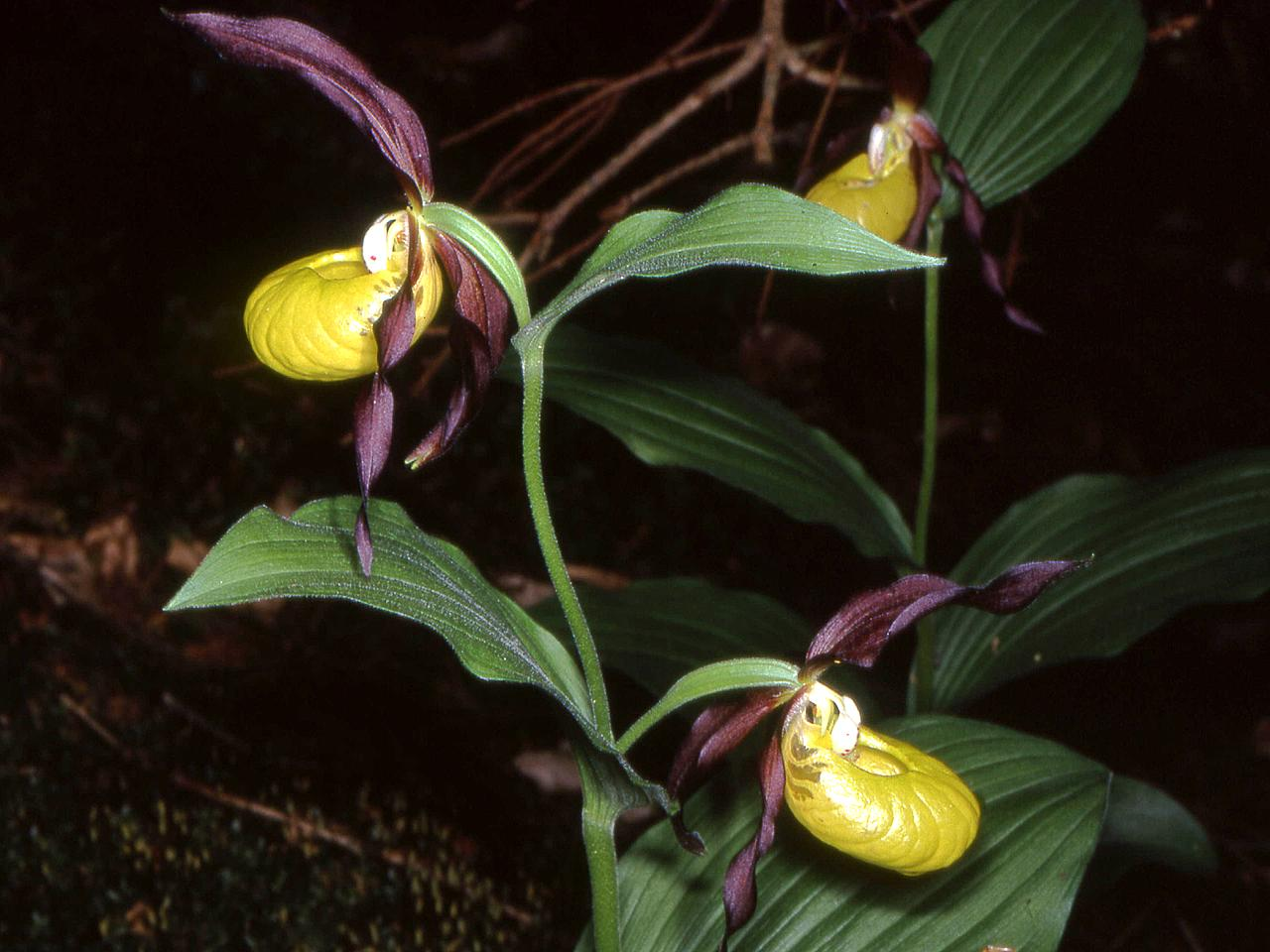
Scarpette di Venere

Pianta alta dai 20 ai 60 cm, con radice a rizoma orizzontale che si spande a tappeto. Predilige i terreni calcarei o raramente ghiaie. Le foglie sono oblunghe, di color verde smeraldo, in numero che varia da tre a cinque per stelo, dotate di marcate nervature. Stelo pubescente senza ramificazioni.
I fiori sono molto vistosi, tanto da renderla la più minacciata orchidacea italiana per la raccolta eccessiva. Sono strutturati in un primo verticillo esterno di due sepali color bruno violaceo (che in realtà sarebbero tre perché il sepalo inferiore risulta dalla fusione di due distinti), e dal verticillo dei petali (anch'essi bruno-violacei) e del labello. Fiorisce tra maggio e luglio.
Il labello è giallo dorato, lungo dai 3 ai 5 cm, e dà il nome alla pianta: all'interno è vuoto e ricorda vagamente una pantofola (in greco pedion, in latino calceolus).

## Riproduzione
Si riproduce per impollinazione entomofila. Gli insetti pronubi (di solito piccoli imenotteri dei generi Andrena, Lasioglossum, Halictus), attratti dal colore, rimangono intrappolati nel labello e per uscirne devono strisciare contro gli stami, caricandosi di polline e favorendone la diffusione.

## Distribuzione e habitat
La specie è presente dall'Europa all'Asia. In Italia è presente in tutto l'arco alpino e in tre stazioni appenniniche (Appennino abruzzese). Vive in sottoboschi umidi di latifoglie, conifere o faggete.

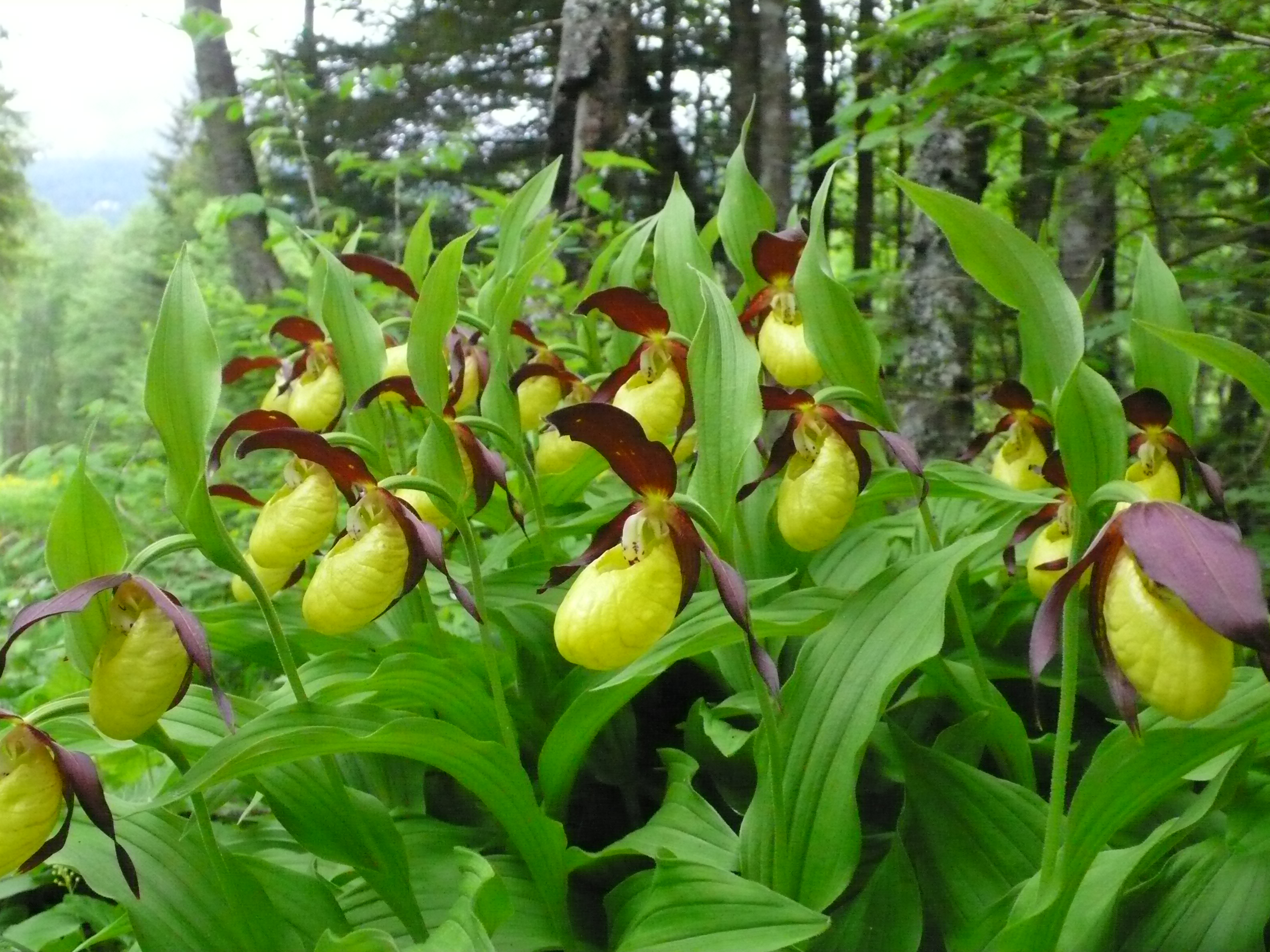
Cespi di cipripedi in natura